# Levensboom (Angie Abbink)
Levensboom is een artistiek kunstwerk en bouwobject in Amsterdam-Zuid.
Het bouwwerk is een creatie van Angie Abbink en staat op het Ontmoetingseiland in het Gijsbrecht van Aemstelpark, ingericht door Wim de Boer en Dirk Sterenberg. Het is een van de kunstobjecten, die verspreid over het park te bezichtigen zijn in de openbare ruimte. Volgens Abbink kreeg zij de opdracht een functioneel kunstwerk (toegepaste kunst) te ontwerpen, dat kon dienen tot overkapping van een podium op genoemd eiland. Daarbij zag zij zich geconfronteerd, dat er een kunstwerk werd verlangd, geplaatst op decentraal rond plateau op een plein dat voor het overige geheel opgebouwd lijkt uit rechthoeken. Betegeling bestaat uit vierkanten stoeptegels in een vierkant stramien; de bankjes ontworpen door Aldo van Eyck zijn binnen dat stramien ingepast. Zelfs de plaatsen van de geplante platanen volgen het "systeem". Dat podium en ook een later afgebrande kiosk vormden bij de oplevering van het Ontmoetingseiland de enige uitzonderingen op die haaksheid, uiteraard verbrak het uitgegroeide lover op den duur ook de strakheid. Ook een later aangelegd slingerend fietspad hief het vierkante verder op.
Bij een van de herinrichtingen van het eiland kwam het verzoek uit de buurt voor een ander overdekt podium. Sterenberg had echter de plek zodanig stevig gefundereerd, dat sloop daarvan relatief duur zou worden. Het podium werd daarop gerestaureerd en Abbink kon aan de slag met een overkapping. Die overkapping zou de originele functie van ontmoetingsplaats in plaats van de ontstane doorrijroute moeten terughalen. Abbink kwam naar eigen zeggen met een kunstobject met een maximale overspanning bij het gebruik van lichte materialen. Zij deed dit door de te vormen overkapping vanuit het midden te projecteren, waardoor het het uiterlijk kreeg van een draaimolen. In de dertien (priemgetal) spanten (de vloer van het plein is 13 bij 13 vierkanten bestaand uit 13 bij 13 stoeptegels op een ondergrond met een doorsnee van 13 meter) van de overkapping zijn 1783 (priemgetal) openingen gelaten. De openingen zorgen voor lichtheid in gewicht, een spel tussen licht en donker in object en omgeving (zij vergeleek het met het spel van licht en donker rond de platanen) en ophangmogelijkheden voor allerlei objecten van kunstenaars die gebruik maken van het podium. De spanten zijn alle verbonden met een centrale mast/buis. In de glazen overkapping zijn groeiringen te zien; een verwijzing naar de bomen in de omgeving.
Het werd medegefinancierd door het Amsterdamse Fonds voor de Kunsten en werd 5 mei 2015 onthuld. Het kunstwerk kreeg de Nationale Staalprijs 2016.

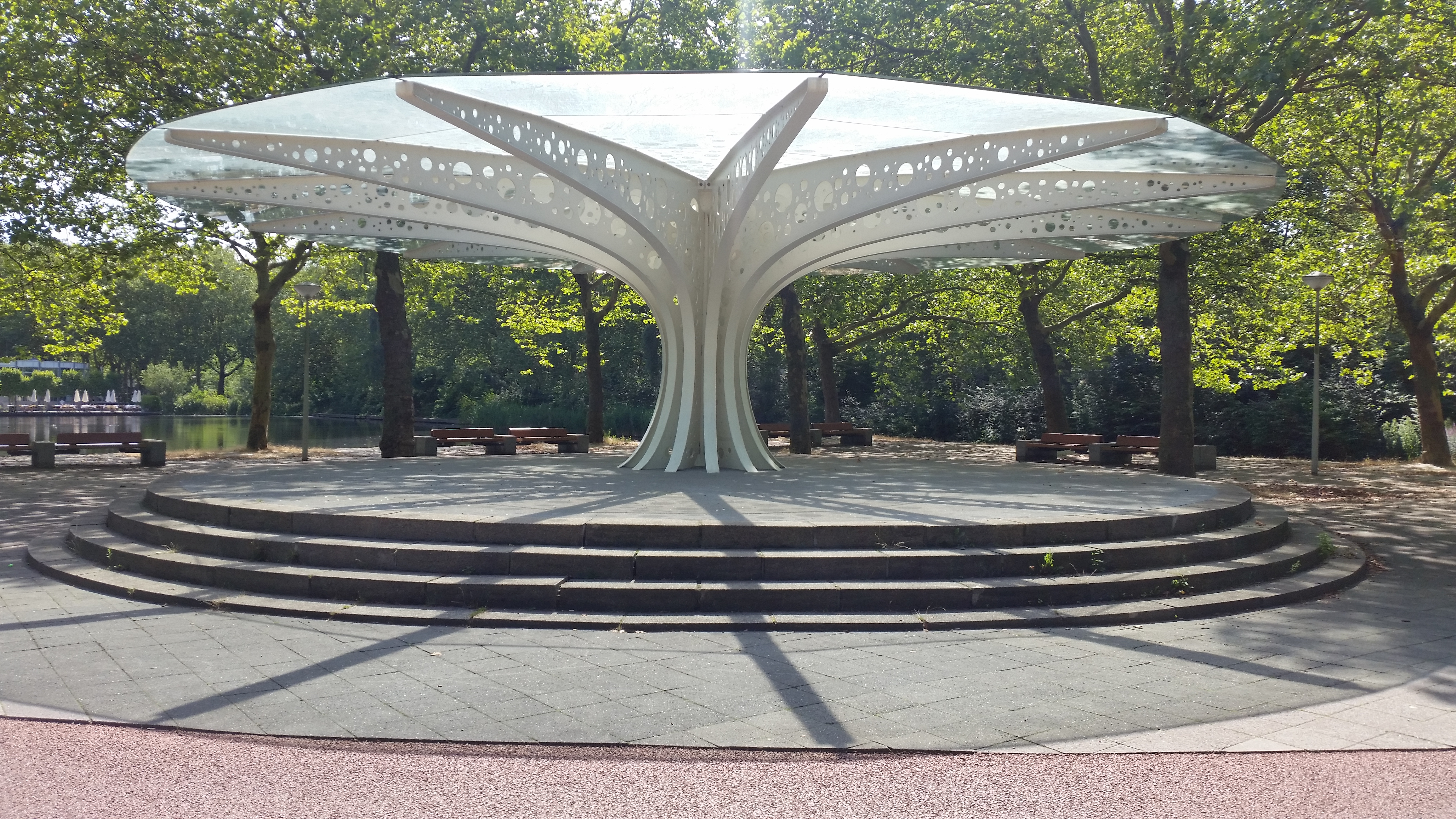
Levensboom (juli 2019)